# Abbaye de Flaran
L’abbaye de Flaran est une ancienne abbaye cistercienne, fille de l'abbaye de l'Escaladieu (Hautes-Pyrénées), située à Valence-sur-Baïse, dans le département du Gers. Elle fut fondée en 1151, au confluent de l'Auloue et de la Baïse, au pied d'un éperon rocheux sur lequel fut fondée la bastide de Valence, entre Condom et Auch, par les moines de l'abbaye de l'Escaladieu. Joyau de l'art cistercien, classée Monument Historique, c'est l'une des abbayes les mieux préservées du sud-ouest de la France qui présente encore la totalité de ses bâtiments monastiques et de son jardin (Inscrit au titre des Monuments Historiques).
Depuis l'année 2000, elle abrite la Conservation départementale du Patrimoine et des Musées, service du conseil départemental du Gers, propriétaire, qui y développe tout au long de l'année de nombreuses activités culturelles (expositions, animations pédagogiques, concerts, colloques…) ; celles-ci intéressent tous les domaines du patrimoine, de l'archéologie à l'art contemporain…
Ce service assure parallèlement la gestion scientifique du réseau des Musées de France gersois et propose, par le biais de sa cellule de médiation culturelle, des actions pédagogiques référentielles de sensibilisation au patrimoine, aux collections des musées et à l'Art en général pour les groupes, les enfants en famille ou les scolaires et leurs enseignants.
Avec près de 35 000 visiteurs par an, l'abbaye de Flaran est devenue le site public le plus visité du Gers.
L'entrée y est gratuite le premier dimanche de chaque mois de novembre à mars inclus ainsi que pour les moins de 18 ans en visite libre toute l'année.

## Histoire
L'abbaye cistercienne Notre-Dame de Flaran a été fondée en 1151 par des moines venant de l'abbaye de l'Escaladieu, elle-même fille de l'abbaye de Morimond, sur des terres cédées par les bénédictins de Condom. Les documents montrent qu'elle a rapidement bénéficié de dons venant de seigneurs des alentours, notamment ceux de Forton de Thil.
Bien que fondée au XIIe siècle, l'abbaye Notre-Dame de Flaran fut remaniée jusqu'au XVIIIe siècle.
Elle connut une prospérité rapide avec un vaste territoire sur les deux rives de la Baïse. Ses possessions sont confirmées en 1162 par le pape Alexandre II et en 1187 par le pape Grégoire VII. Cette prospérité a été source de conflits avec ses voisins et avec le chapitre d'Auch sur les dîmes reçues par l'abbaye. Pour se protéger, les moines construisirent un mur avec une porte crénelée du côté sud qui était le plus vulnérable.
C'est au milieu du XIIIe siècle qu'à la suite d'un contrat de paréage, son abbé fonda, avec le comte d’Armagnac, la bastide de Valence-sur-Baïse, au sommet d'un coteau, sur l'autre rive de la Baïse.
En dépit d'une vie partagée entre prière et travail manuel, selon la règle de saint Benoît, l'abbaye souffrit des vicissitudes de l'histoire, à commencer par les troubles de la guerre de Cent Ans qui ne prirent fin qu'en 1481, lorsque le comté de Gascogne se rattacha à la France. En effet, en 1426, une bande de routiers causa de graves dégâts à l'abbaye.
L'abbaye fut incendiée en 1569 par les troupes de Montgommery lors des guerres de Religion : une partie de l'église est incendiée, le chevet est détruit, trois galeries du cloître sont saccagées et les archives brûlées. Des moines sont massacrés, d'autres s'enfuient. Quatre d'entre eux se réfugient à la bastide de Valence-sur-Baïse «...retirés en maisons profanes, ayant cessé tous offices et service divin...». L'abbaye fut restaurée à partir de 1573 par ses abbés commendataires, notamment par Jehan de Boyer. Au XVIIIe s., des travaux sont entrepris : réaménagement du dortoir des moines, transformation du réfectoire, installation de l'appartement du prieur, puis construction du quartier des hôtes sous l'impulsion du prieur François Daspe.
A la Révolution, il ne s'y trouve alors plus que trois moines : ils sont expulsés en 1791 et l'abbaye est vendue comme bien national, le 9 avril 1792 à Paul Thore qui l'a transmise à ses héritiers, puis à la famille Laurans. L'abbaye de Flaran devient alors un domaine agricole privé, la salle capitulaire sert à entreposer du grain et l'église abrite un chai d'Armagnac.
En 1913, la société archéologique du Gers parvint à éviter que son cloître ne finisse au musée des Cloisters, à New York. L'abbaye est classée monument historique en 1914. Plus tard, la porterie sera inscrite en 1981, puis le pigeonnier, le jardin et le bâtiment de la pompe à eau en 1999.
Dans la nuit du 15 au 16 octobre 1970, un incendie criminel a ravagé une grande partie de l'abbaye.
Le site est racheté par le département du Gers en 1972 qui engage alors une intense campagne de restauration. Siège désormais de la Conservation départementale du patrimoine, service du conseil départemental du Gers, ce site développe de nombreuses activités culturelles selon une programmation riche et diversifiée qui va de l'archéologie à l'art contemporain en passant par la photographie d'auteur (opération annuelle : La Profondeur des Champs de mi-octobre à fin mars) et la bande dessinée… L'abbaye, centre patrimonial, est devenue le pivot de l'action culturelle départementale, notamment sur le réseau des Musées de France du Gers.
L’abbaye cistercienne abrite aussi deux expositions à caractère historique permanentes, l'une dédiée aux chemins de Compostelle dans le Gers le Gers jacquaire, seule présentation permanente sur ce thème en Midi-Pyrénées et l'autre, depuis 2005, à sa propre histoire.
Depuis l'année 2004, l'abbaye de Flaran présente au grand public une exceptionnelle collection de chefs-d'œuvre de dessins, peintures et sculptures du XVIe au XXIe (catalogue en vente), issus du dépôt de la collection dite Simonow, du nom de son généreux dépositaire auprès du Conseil départemental du Gers.
En 2008, le site a fait l'objet de travaux importants sur le dortoir des moines, destinés à aménager un nouvel espace de présentation consacré à la collection Simonow et qui répondent aux contraintes muséographiques ; dans le même temps, des rampes d’accès et un ascenseur rendent les bâtiments accessibles en totalité aux personnes à mobilité réduite.
Le président de la République française, François Hollande, y est venu en visite le 3 août 2013.

## L’ensemble architectural
- L'église de style roman fut construite de 1180 à 1210. Elle s'ouvre par une porte en plein cintre sans tympan, sous deux hautes fenêtres étroites et un oculus fait d'une dalle ajourée. La nef est assez obscure. Elle comprend trois travées. Elle est couverte par une voûte en berceau brisé. Cette voûte est soutenue par six piliers flanqués de colonnes. Le transept est plus étalé que la nef. Sa voûte croisée d'ogives à section carrée signale une influence lombarde. Deux paires d'absidioles encadrent l'abside semi-circulaire qui prolonge un chœur carré et largement éclairé de hautes baies. Un long escalier conduit du transept Nord à l'étage du dortoir des moines. Au chevet de l’église, une superbe coquille s’arrondit sur un modillon.
- le cloître, gothique du XIVe siècle comprend quatre galeries de facture différente. Sa galerie ouest du XIVe siècle se compose de colonnes géminées avec chapiteaux à feuillage et à masques. Les trois autres galeries, détruites pendant la guerre de Cent Ans, datent de 1485. L'étage des galeries ouest et nord renferme des peintures murales du XVIIIe siècle.
- la salle capitulaire du XIVe siècle, aux neuf croisées d’ogives reposant sur quatre colonnes de marbre, réemplois gallo-romains, est un joyau de l’art cistercien. À l'étage, le dortoir cellulaire des moines.
- la sacristie est voutée d'ogives : quatre croisées sur une colonne centrale.
- l'armarium : c'est la bibliothèque. Elle est accessible depuis le cloître ou depuis la salle capitulaire.
- le chauffoir : il est situé sous la galerie nord du cloître. C'était le refuge des moines, l'hiver.
- le réfectoire : c'est une belle salle éclairée par des fenêtres étroites et décorées au XVIIIe siècle de gypseries allégoriques : des phœnix et des pélicans.
- le logis abbatial ou le quartier d'hôtes : il donne sur la cour d'honneur par une façade classique du XVIIIe siècle. C'est un petit hôtel à deux étages. Il abrite un bel escalier, un salon de compagnie et des salles spacieuses.
- les dépendances : elles sont indispensables à la conception semi-autarcique des abbayes cisterciennes. Elles comprenaient les écuries, les celliers, le poulailler et un jardin.
- le Jardin des plantes aromatiques et médicinales, aussi connu sous le nom de Jardin des simples.

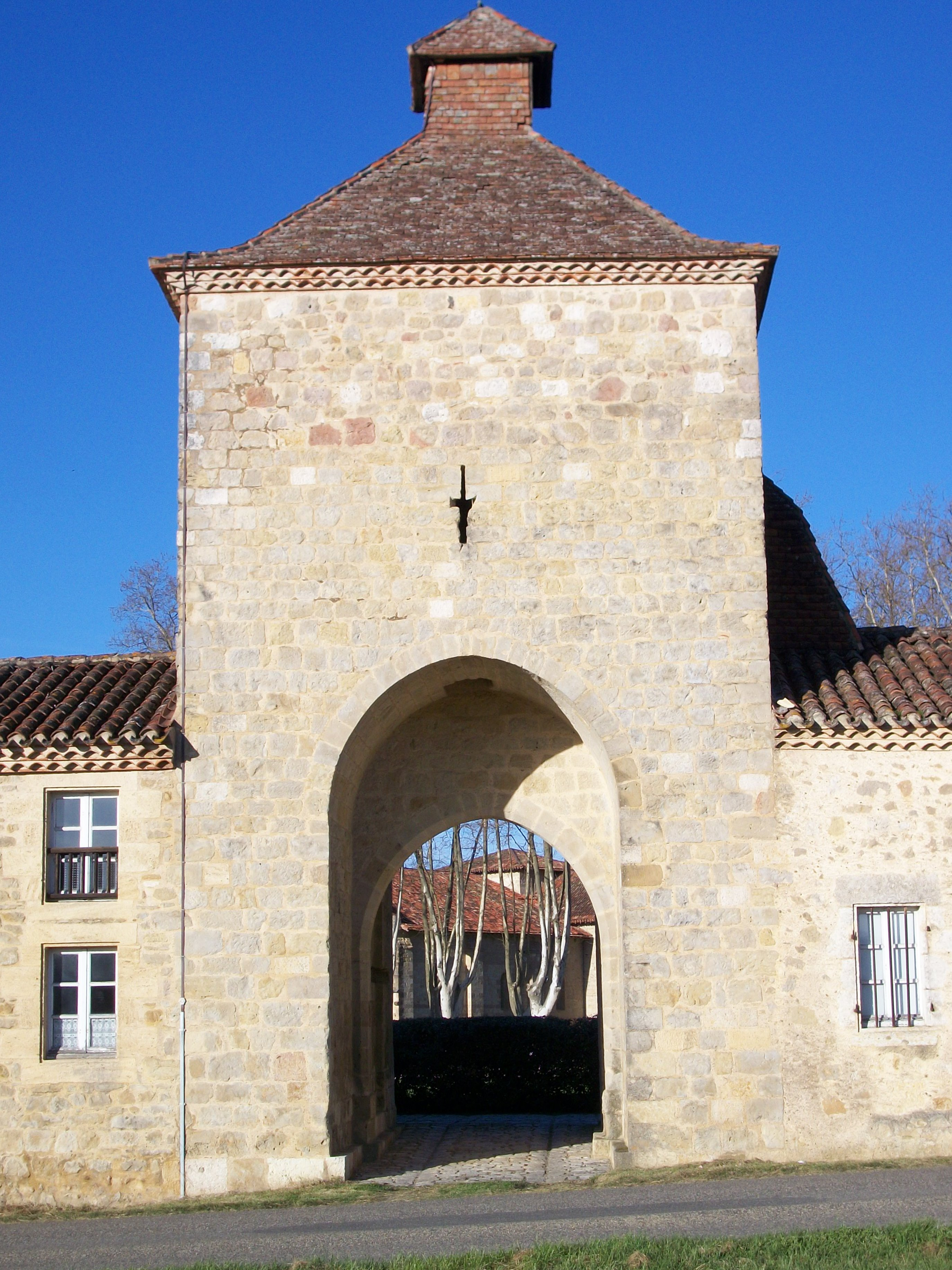
Porche d'entrée.
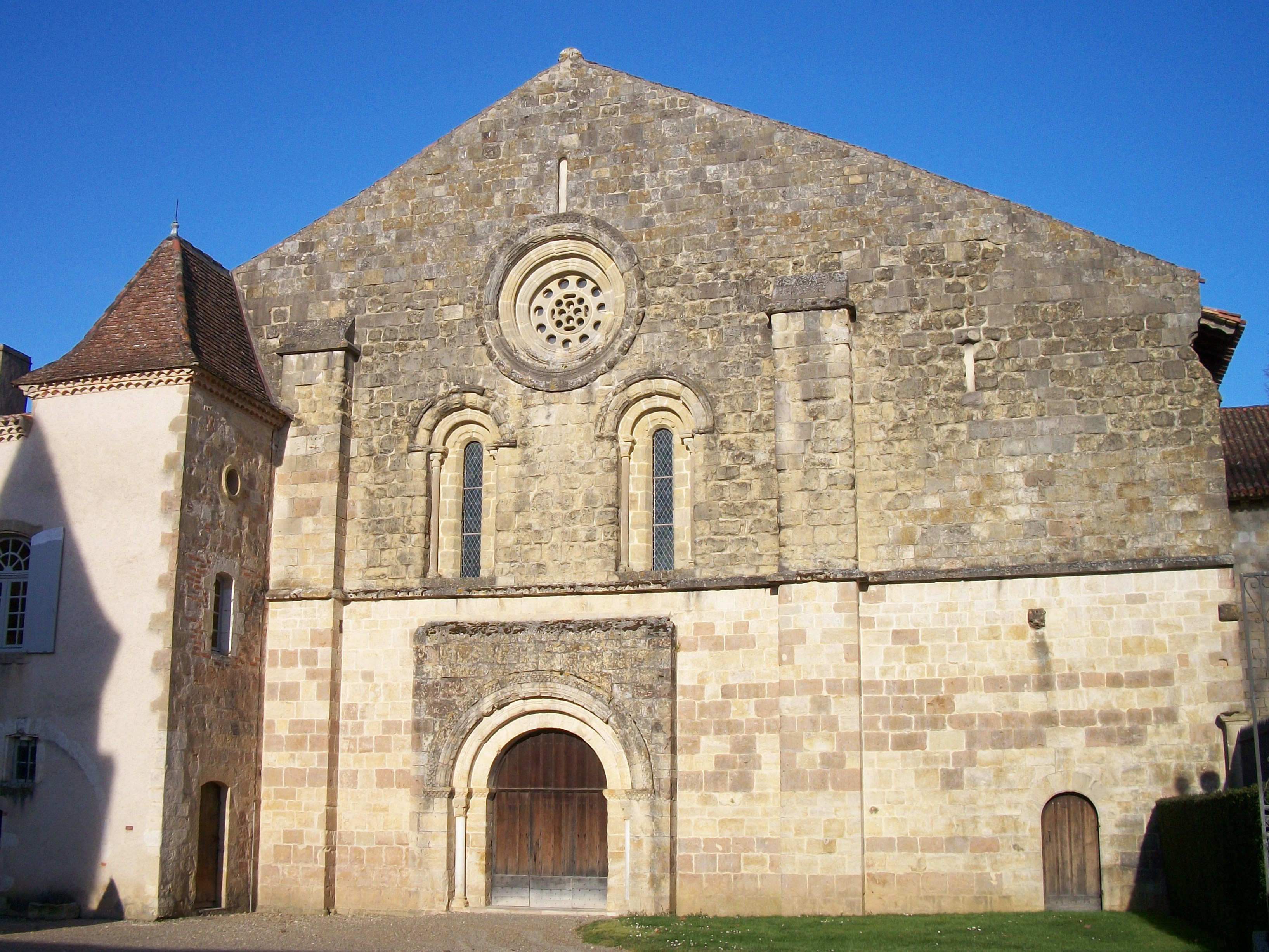
Église romane.
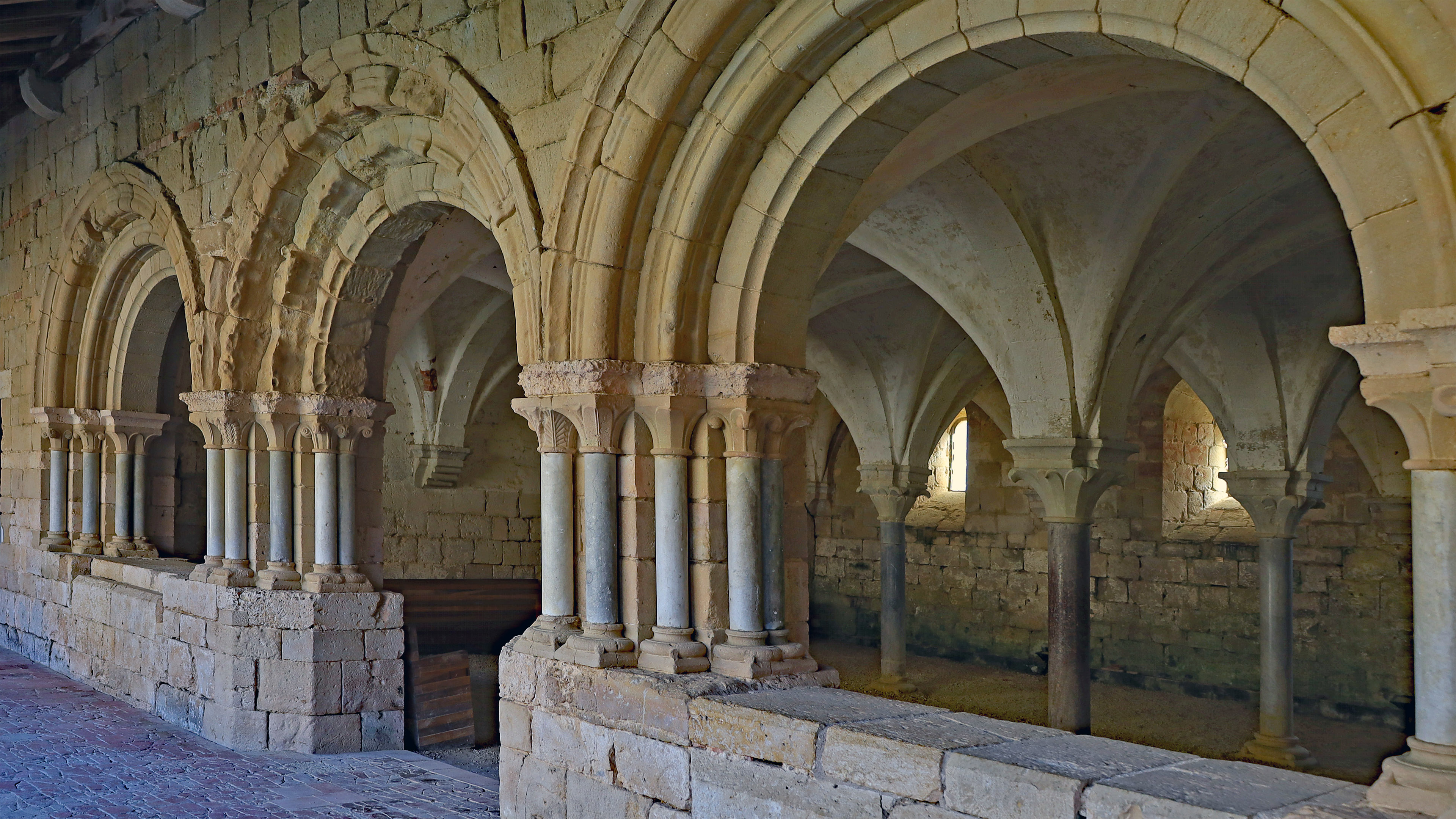
Salle capitulaire.
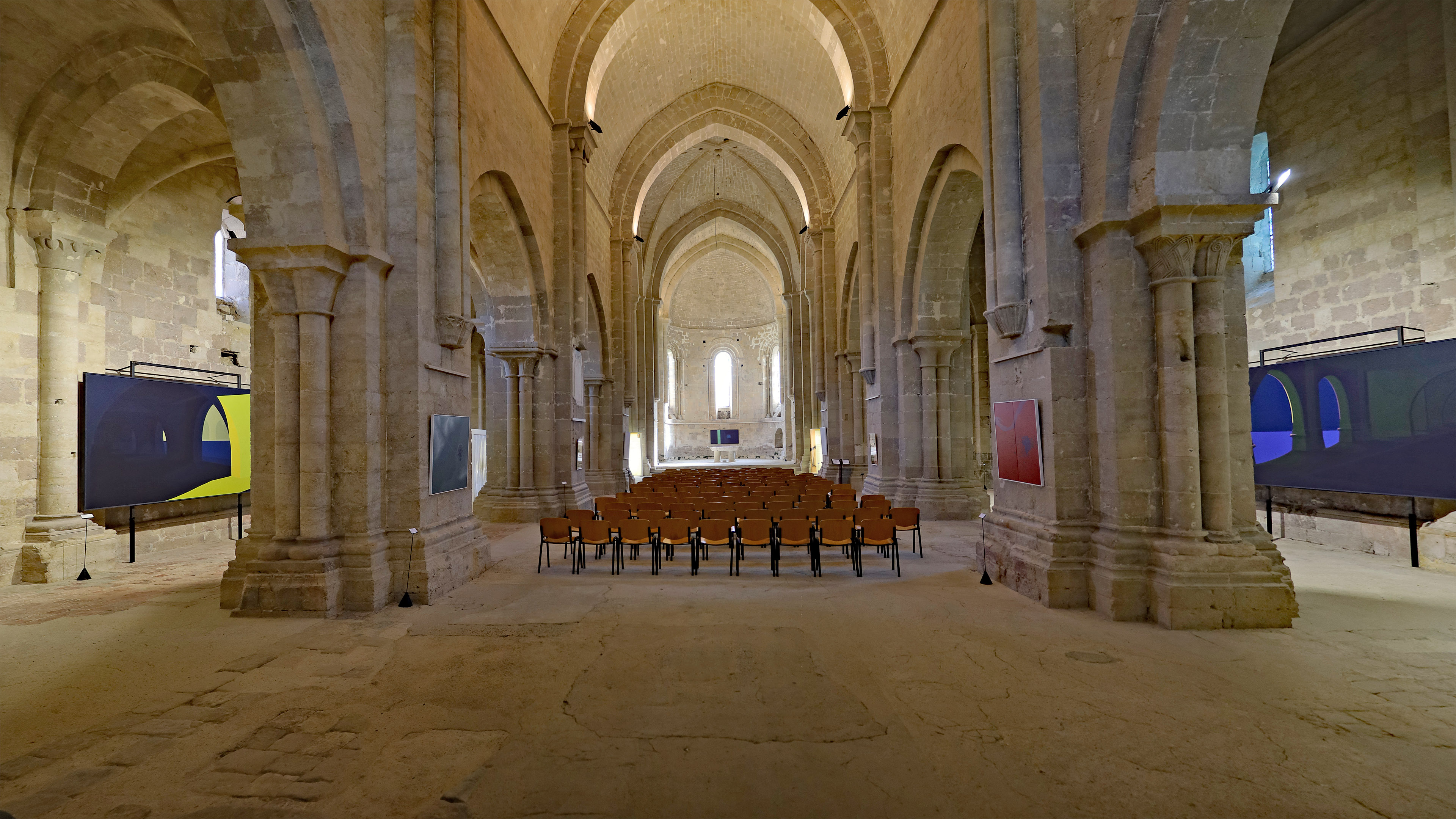
Nef de l'église.
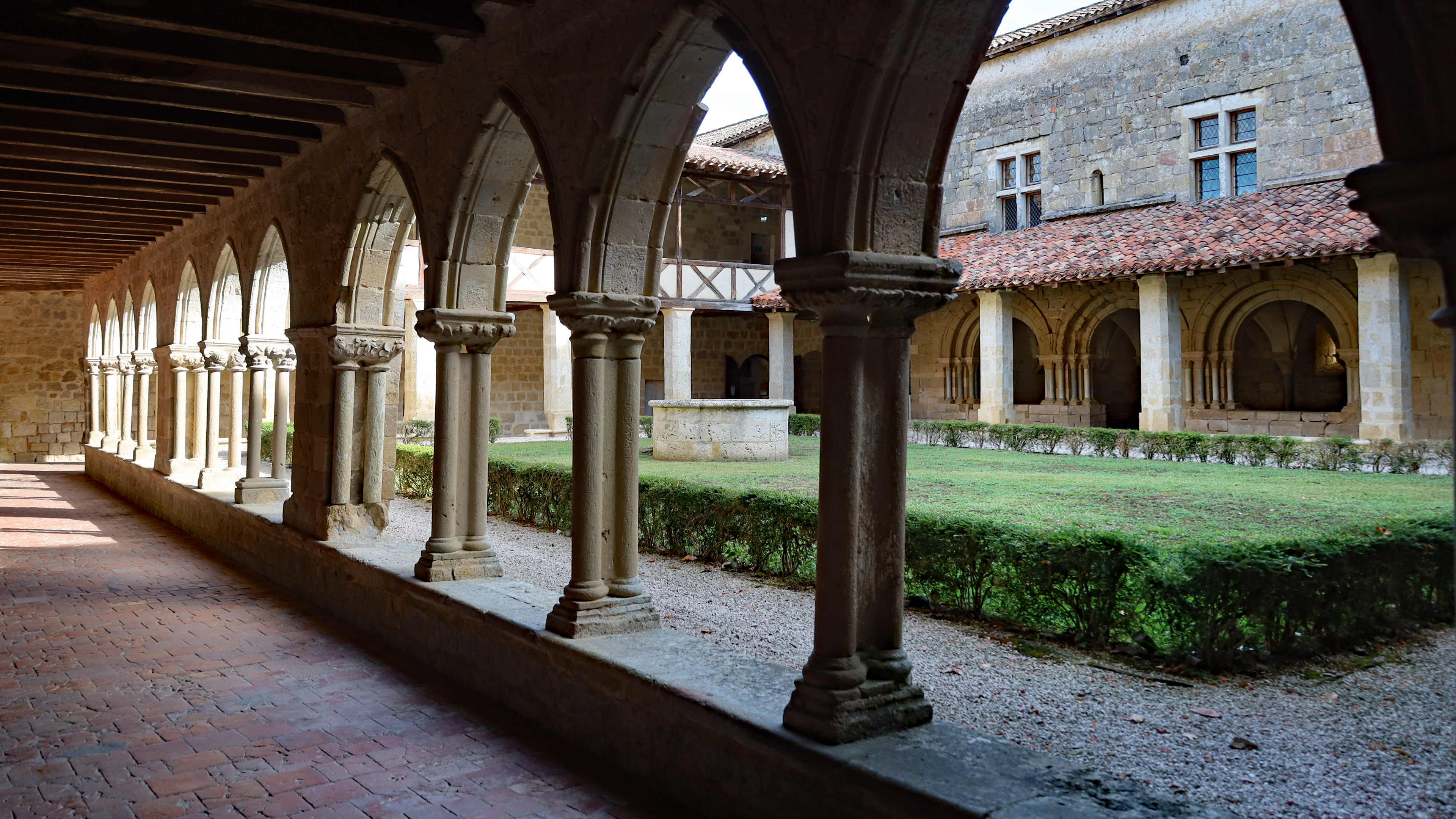
Le cloitre.

## Le pèlerinage de Compostelle

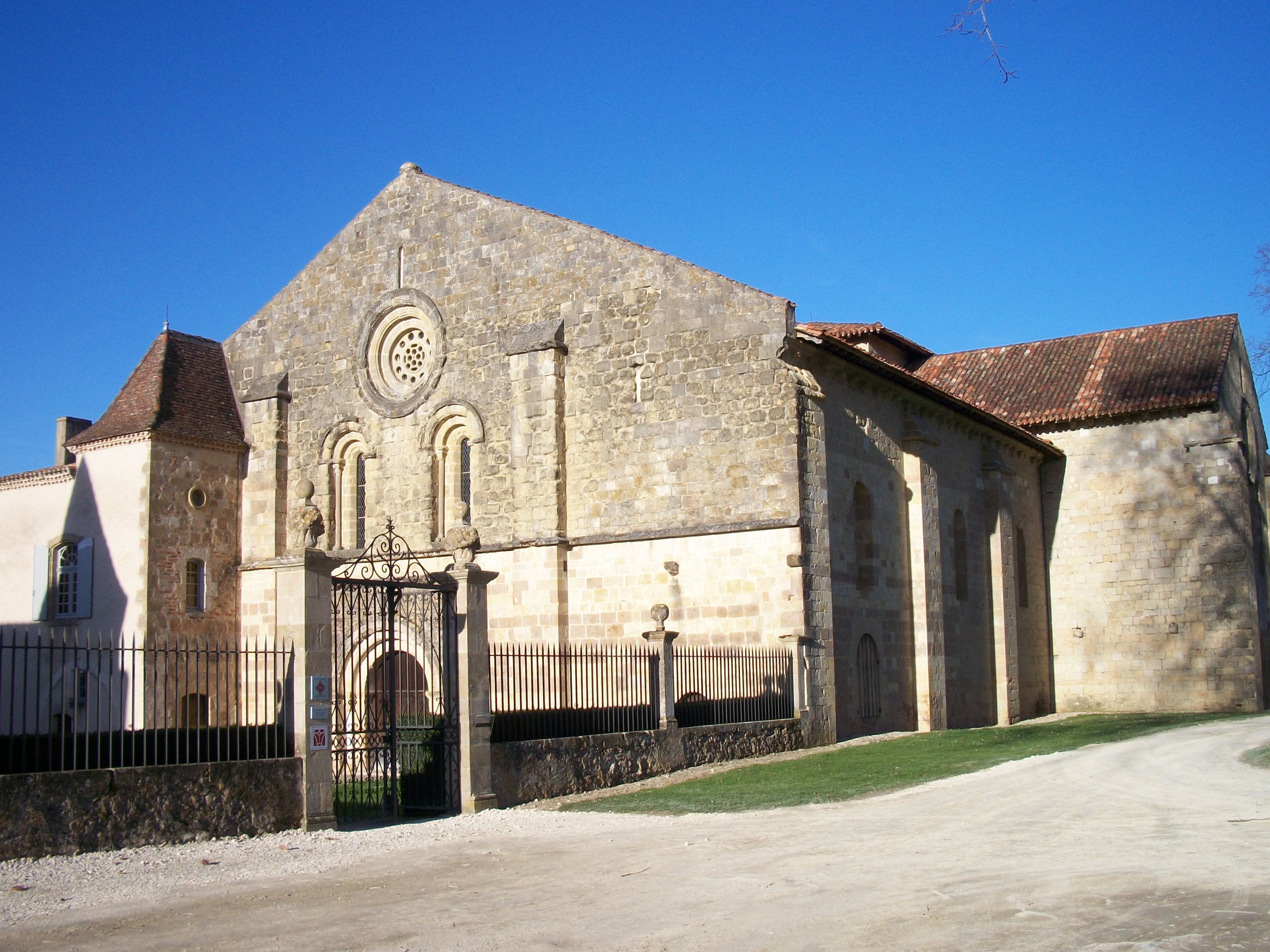
Portail d'entrée de l'abbaye.

Hors chemin de la Via Podiensis du pèlerinage de Saint-Jacques-de-Compostelle.
Depuis Condom, une « variante » du Chemin amène les pèlerins vers la toute nouvelle halte jacquaire de Valence-sur-Baïse. Ce détour leur permettra de visiter la magnifique abbaye de Flaran et sa très belle collection jacquaire. Une pause culturelle incontournable pour un pèlerin.
On vient de Beaumont-sur-l'Osse, la prochaine commune est Montréal-du-Gers.
Après Condom certains pèlerins choisissaient de rejoindre la Via Tolosane à L'Isle-de-Noé ou à Montesquiou, parcourant la vallée de la Baïse, ils découvraient, à 8 km au sud, l'abbaye de Flaran.

## Galerie

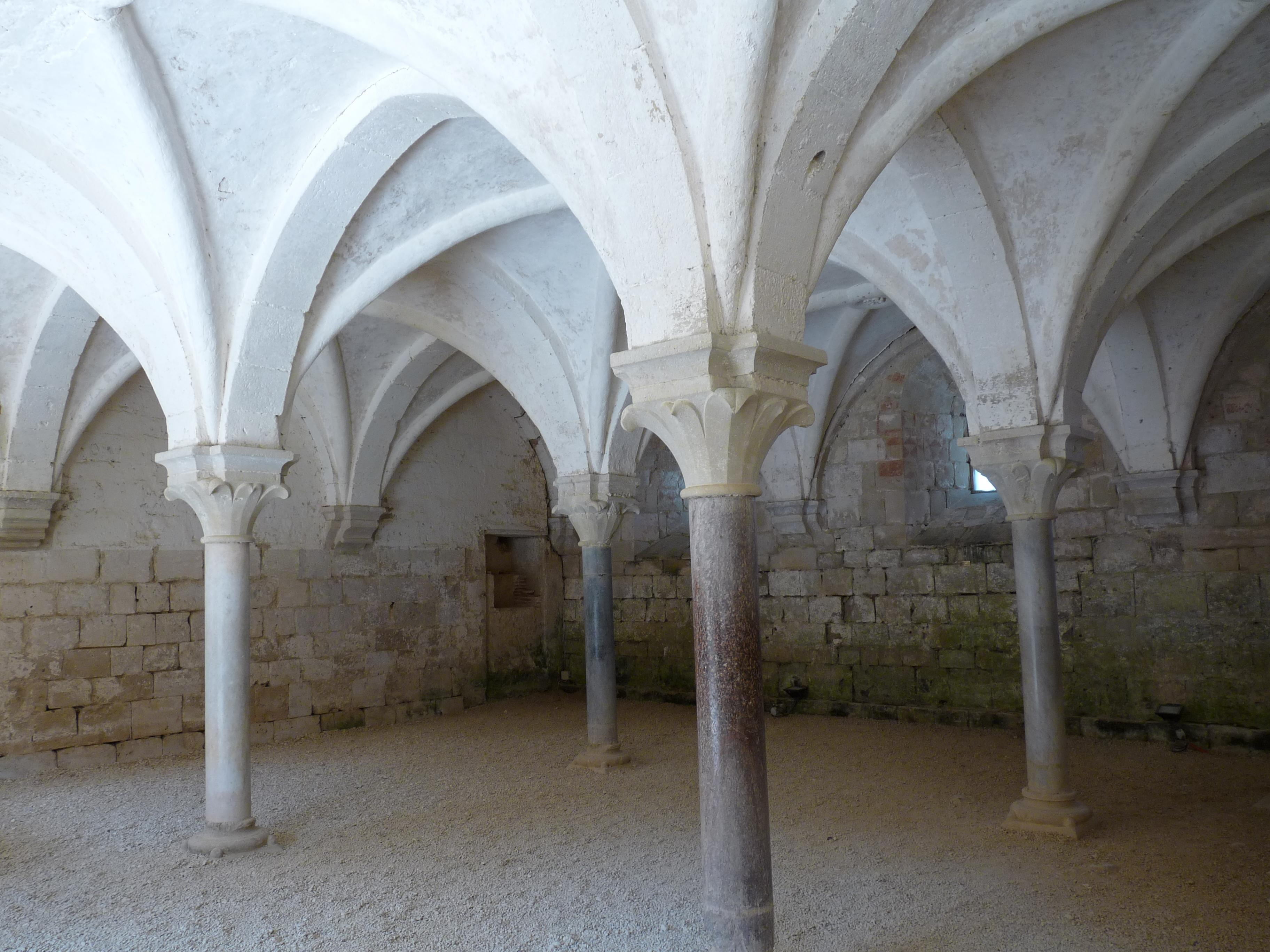
Salle capitulaire.
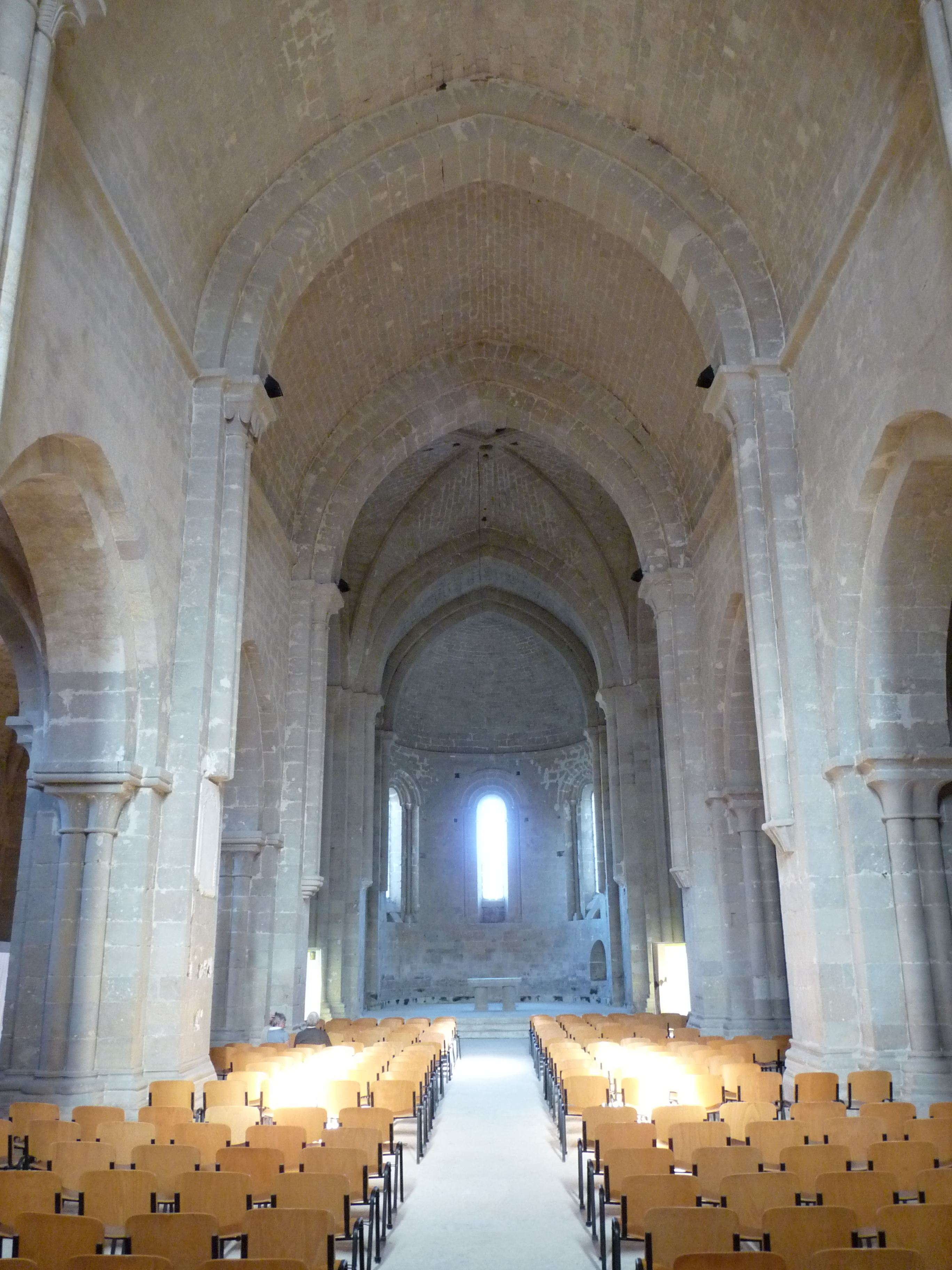
Nef de l'église.
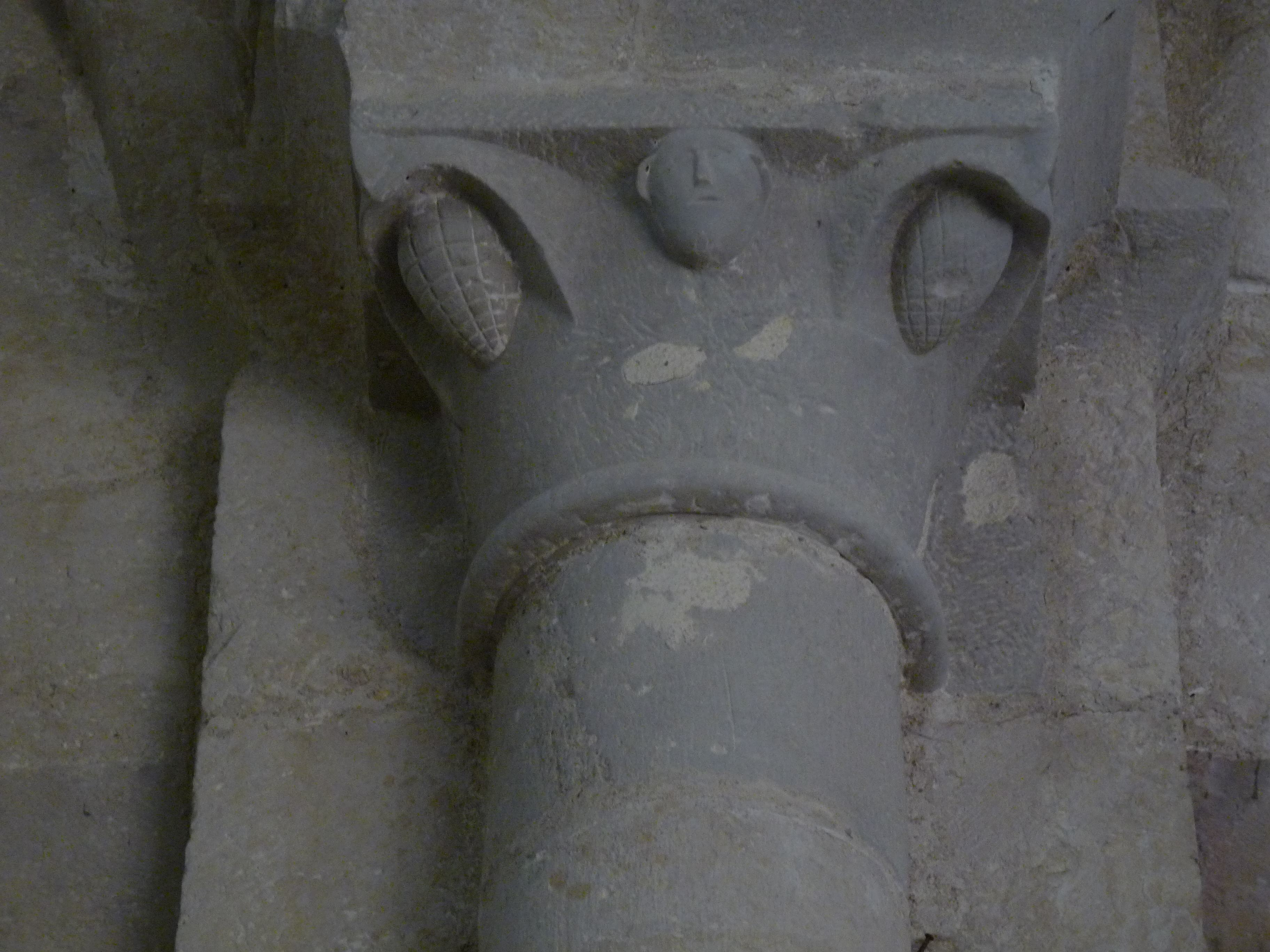
Rare ornementation sur les chapiteaux de l'église.
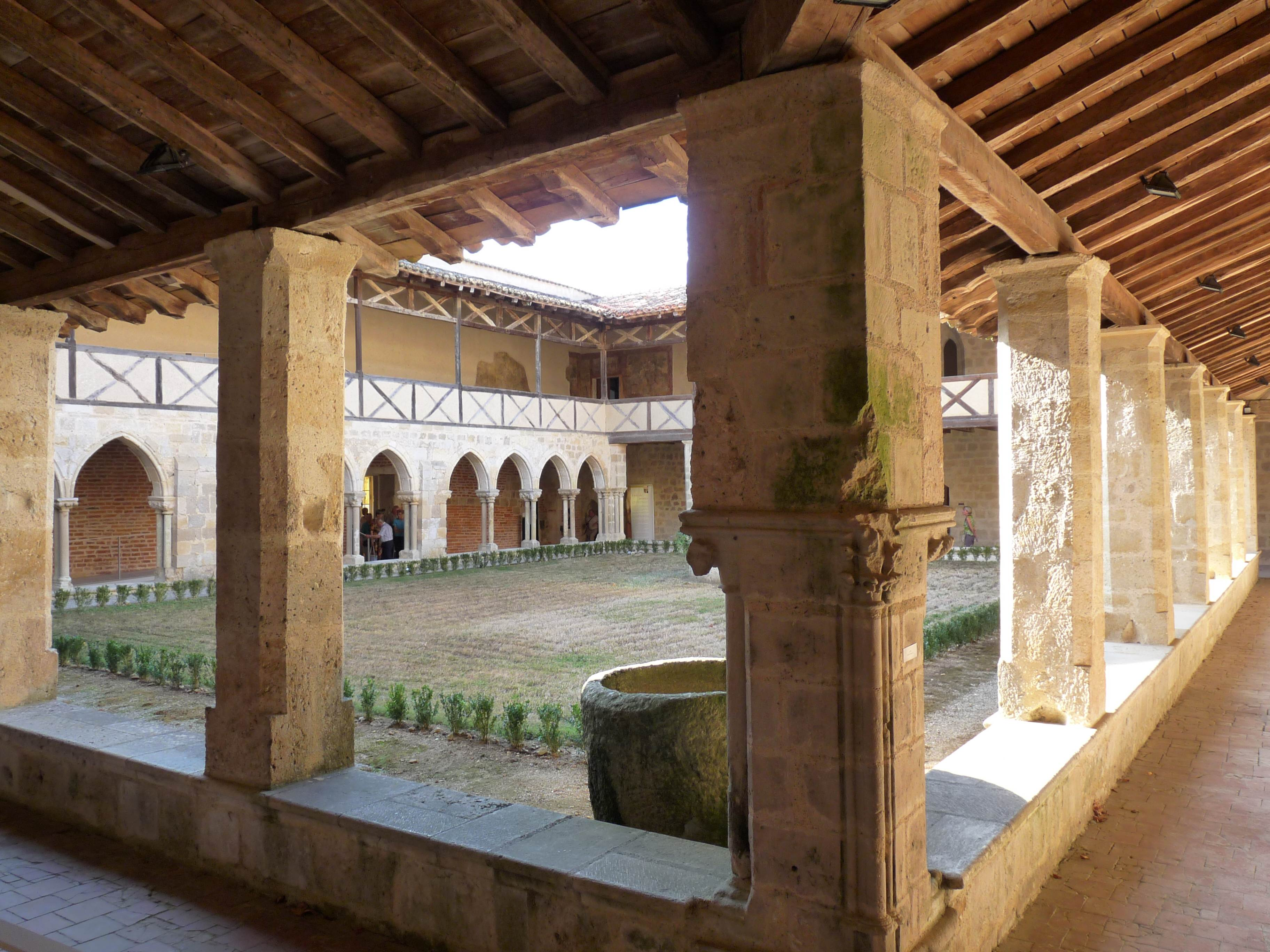
Cloître
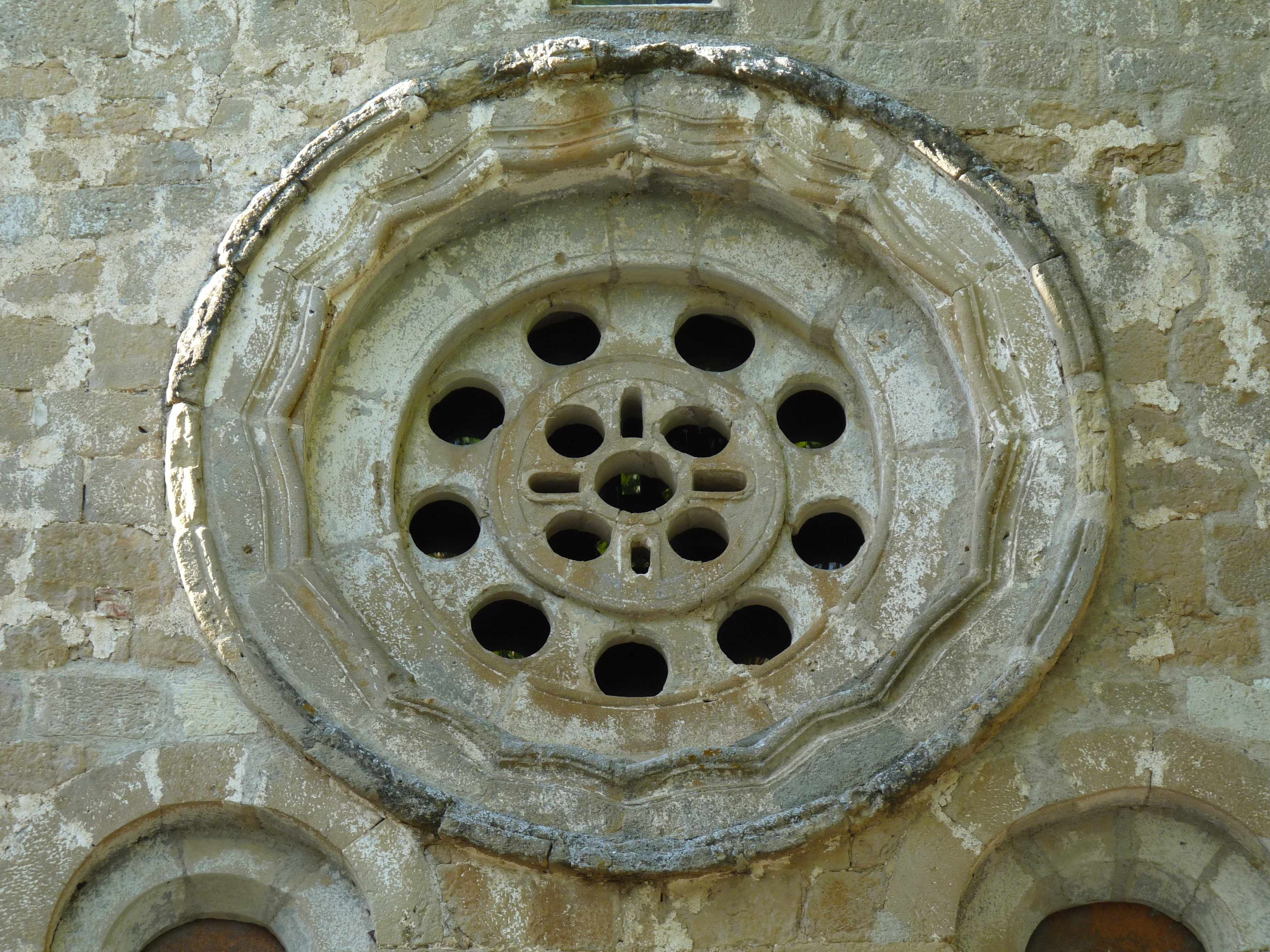
Oculus du transept sud.
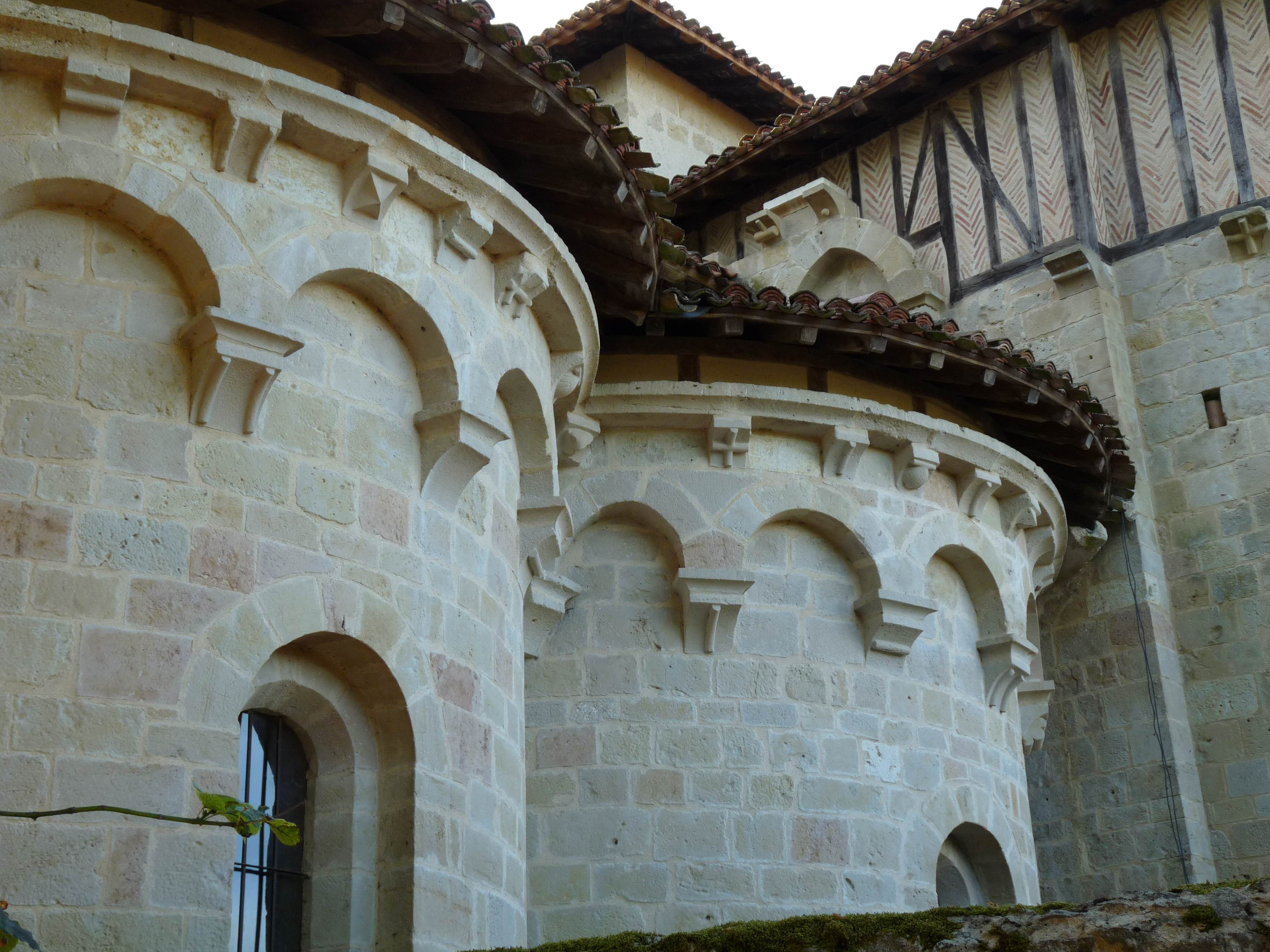
Chevet de l'église.

Exposition jacquaire : quelques éléments

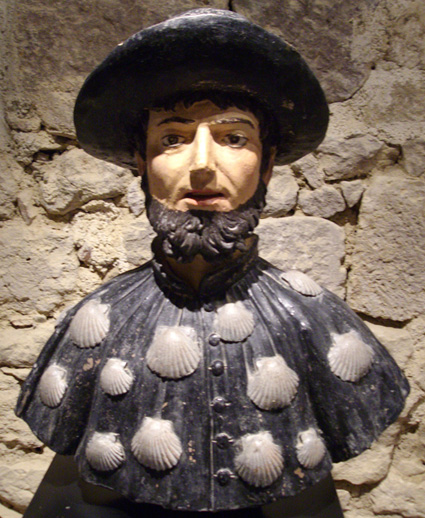
Buste de saint Jacques - Auch
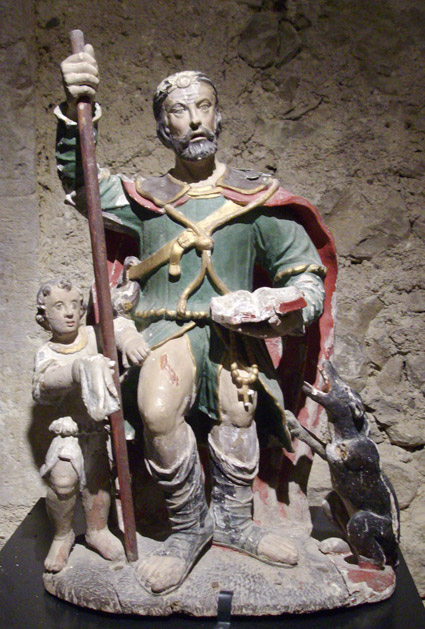
Statuette de saint Roch
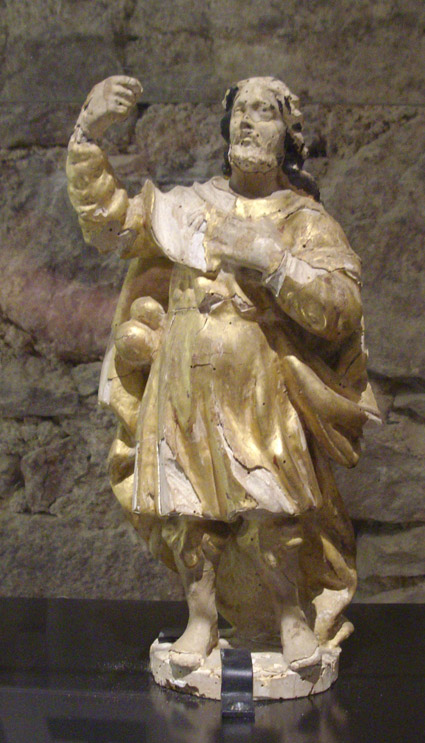
Statuette de pèlerin
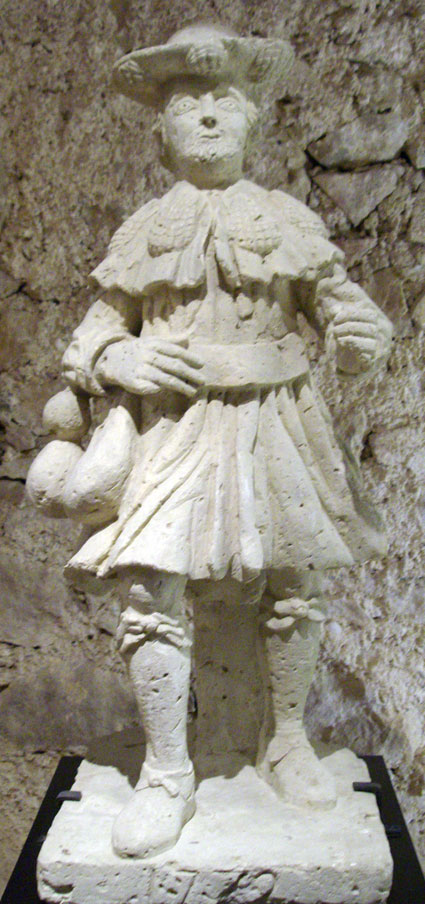
Statuette de pèlerin
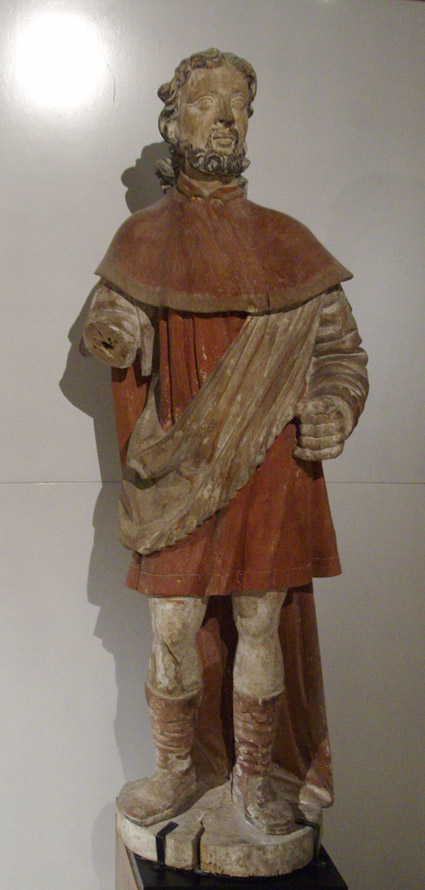
Statuette de pèlerin

Source : Colombus

## Héraldique
Les armes de l'abbaye étaient: « d'azur à une Notre-Dame d'argent et une bordure de même, sur laquelle est écrit en lettres de sable : Monasterium Beatæ Mariæ de Flarano »

## Abbés

### Abbés réguliers
1. - 1151 - 1173 : Guillaume, institué par Bernard de La Barthe, premier abbé de l'Abbaye de l'Escaladieu
2. - 1173 - 1186 : Étienne, c'est sous son abbatiat qu'Arnaud de Roger, évêque de Comminges légua à l'abbaye 60 sols Morlas vers 1177.
3. - 1187 - 12.. : Angevin
4. - 1220 - 12.. : Gilbert ?, cet abbé eut à soutenir un long procès contre le chapitre d'Auch concernant les droits sur certaines paroisses que réclamaient les religieux de l'abbaye. Vital (prieur), mort en 1227.
5. - 1228 - 12.. : Arnaud de Montesquiou, sous son gouvernement les terres de l'abbaye furent saccagées par Centulle Ier , comte d'Astarac, et l'abbé porte plainte contre lui auprès de l'archevêque d'Auch, Monseigneur Amanieu, qui excommunie le comte, jusqu'à ce qu'il eût dédommagé l'abbaye. Pris de remords il léguera par son testament de 1230 la somme de cent sols Morlas.
6. - 1231 - 12.. : B...
7. - 1249 - 1251 : Pierre
8. - 1251 - 1259 : Gislebert
9. - 1259 -  1265 : sans
10. - 1265 - 12.. : Pierre d'Aperrens (Petrus d'Asperinha)
11. - 1307 - 1332 : Bernard de Ville
12. - 1332 - 1348 : Géraud de Sorobeyrouse
13. - 1411 - 14...: N...

### Abbés commendataires
1. - 1484 - 1484 : Jean de Montlezun
2. - 1485 - 1495 : Bernard de Vicmont
3. - 1495 - 1532 : Antoine de Bois-Redon
4. - 1532 - 1539 : Pons de Beinac
5. - 1539 - 1551 : Pons Ier d'Aspremont
6. - 1551 - 1556 : Pierre d'Aspremont
7. - 1556 - 1573 : Pons II d'Aspremont
8. - 1573 - 1583 : Jean de Boyer
9. - 1583 - 1603 : Pierre-André de Gélas de Léberon (?-1622), évêque de Valence et de Die, oncle de Charles-Jacques.
10. - 1603 - 1616 : Georges de Brunet
11. - 1616 - 1654 : Charles-Jacques de Gélas de Léberon (v.1592-1654), évêque de Valence, neveu de Pierre-André.
12. - 1654 - 1670 : Anthyme-Denis Cohon (1595-1670), évêque de Nîmes de 1634 à 1644, puis de Dol de 1644 à 1648, puis de nouveau  évêque de Nîmes de 1655 à 1670.
13. - 1671 - 1710 : Nicolas Parayre
14. - 1710 - 1725 : Joseph de Mouchan de Mauvesin
15. - 1726 - 1763 : Alain de Saint-Géry de Magnas
16. - 1767 - 1790 : Emmanuel-François de Bausset-Roquefort (1731-1802), évêque de Fréjus de 1766 à 1801